# オージオ・ソット
オージオ・ソット（伊: Osio Sotto  ( 音声ファイル)）は、イタリア共和国ロンバルディア州ベルガモ県にある、人口約1万2000人の基礎自治体（コムーネ）。

## 地理

### 位置・広がり
ベルガモ県のコムーネ。県都ベルガモから南西へ11km、州都ミラノから東北東へ35kmの距離にある。

#### 隣接コムーネ
隣接するコムーネは以下の通り。
- オージオ・ソプラ - 北
- レヴァーテ - 東
- ヴェルデッリーノ - 南東
- ボルティエーレ - 南
- ブレンバーテ - 南西
- フィラーゴ - 北西

### 地勢・地形
市域西端をブレンボ川が流れる。

### 地震分類
イタリアの地震リスク階級 (it) では、3 に分類される
。

## 人物

### 主な出身者
- マルコ・ピノッティ - 自転車競技・ロードレース選手

## 交通
- アウトストラーダ A4